# Strada statale 215 Tuscolana
L'ex strada statale 215 Tuscolana (SS 215), ora strada provinciale 215 Tuscolana (SP 215), è una strada provinciale italiana che ricalca lo storico tracciato della via Tuscolana.

## Percorso
La strada ha origine a Roma all'incrocio tra Piazza Sulmona e la Via Appia Nuova, da dove esce in direzione sud-est. Poco prima di superare il Grande Raccordo Anulare in corrispondenza dello svincolo 21, è presente la biforcazione con la ex strada statale 511 Anagnina, la quale penetra anch'essa nel territorio dei Castelli Romani ma con un tracciato più meridionale, che terminerà nuovamente sulla ex SS 215 nei pressi di Grottaferrata.
In questo suo primo tratto, la strada scorre a cavallo dei territori dei comuni di Roma e Frascati fino a raggiungere il centro castellano, dove incrocia la ex strada statale 216 Maremmana III.
La strada prosegue in comune con la ex strada statale 218 Via Rocca di Papa (che ne detiene la denominazione) verso sud, fino al quadrivio di Grottaferrata con la ex strada statale 511 Anagnina (braccio est), la stessa ex SS 218 che si distacca in direzione sud, per proseguire essa stessa in direzione est.
Lambisce la parte meridionale del parco regionale dei Castelli Romani, e passa alle pendici di Rocca Priora per proseguire il proprio percorso che termina infine innestandosi sulla ex strada statale 600 Ariana nei pressi di Macere, frazione di Artena.

## Gestione
In seguito al decreto legislativo n. 112 del 1998, dal 2002 la gestione è passata dall'ANAS alla Regione Lazio che ha provveduto al trasferimento dell'infrastruttura al demanio della Provincia di Roma.